# ولادیمیر لونشتین
ولادیمیر لونشتین (روسی: Влади́мир Ио́сифович Левенште́йн؛ IPA: [vlɐˈdʲimʲɪr ɪˈosʲɪfəvʲɪtɕ lʲɪvʲɪnˈʂtʲejn] (); ۲۰ مهٔ ۱۹۳۵ – ۶ سپتامبر ۲۰۱۷) دانشمند در زمینه ریاضیات کاربردی اهل اتحاد جماهیر شوروی سوسیالیستی بود.
وی همچنین برندهٔ جوایزی همچون مدال ریچارد همینگ مؤسسه مهندسان برق و الکترونیک شده‌است.